# Campeonato Mundial de Ajedrez 1896-97
El Campeonato Mundial de Ajedrez 1896/97 fue un encuentro entre el retador Wilhelm Steinitz de Estados Unidos y el flamante campeón defensor Emanuel Lasker del Imperio alemán. El match se jugó en Moscú, Imperio ruso. El primer juego empezó el 6 de noviembre de 1896. El último juego empezó el 14 de enero del año siguiente con victoria de Lasker. Lasker ganó el match 12½-4½, manteniendo su condición de campeón y convirtiéndose en el campeón oficial número 6.

## Match
El match sería a partidas ilimitadas, solo acabando cuando un jugador llegue a 10 victorias. Las victorias cuentan como 1 punto, los empates ½ y las derrotas 0.
| Jugador          | 1 | 2 | 3 | 4 | 5 | 6 | 7 | 8 | 9 | 10 | 11 | 12 | 13 | 14 | 15 | 16 | 17 | Total (Vic) |
| ---------------- | - | - | - | - | - | - | - | - | - | -- | -- | -- | -- | -- | -- | -- | -- | ----------- |
| Emanuel Lasker   | 1 | 1 | 1 | 1 | ½ | 1 | ½ | ½ | ½ | 1  | 1  | 0  | 0  | 1  | ½  | 1  | 1  | 12½ (10)    |
| Wilhelm Steinitz | 0 | 0 | 0 | 0 | ½ | 0 | ½ | ½ | ½ | 0  | 0  | 1  | 1  | 0  | ½  | 0  | 0  | 4½ (2)      |